# Vapor Habana
El vapor Habana fue un buque de línea transatlántico, para transporte de carga y viajeros, que intervino en la evacuación de refugiados de Vizcaya durante la Guerra Civil Española.

## Características
En su época fue el navío más grande construido en España (14 000 toneladas). Tenía 146,30 metros de eslora; 18,6 m de manga, un puntal de 10,9 m y un calado de 6,3 m. Provisto de dos turbinas de vapor Parsons, tenía dos hélices que desarrollaban una potencia de 10 700 caballos, alcanzando una velocidad de 19,5 nudos.

## Construcción

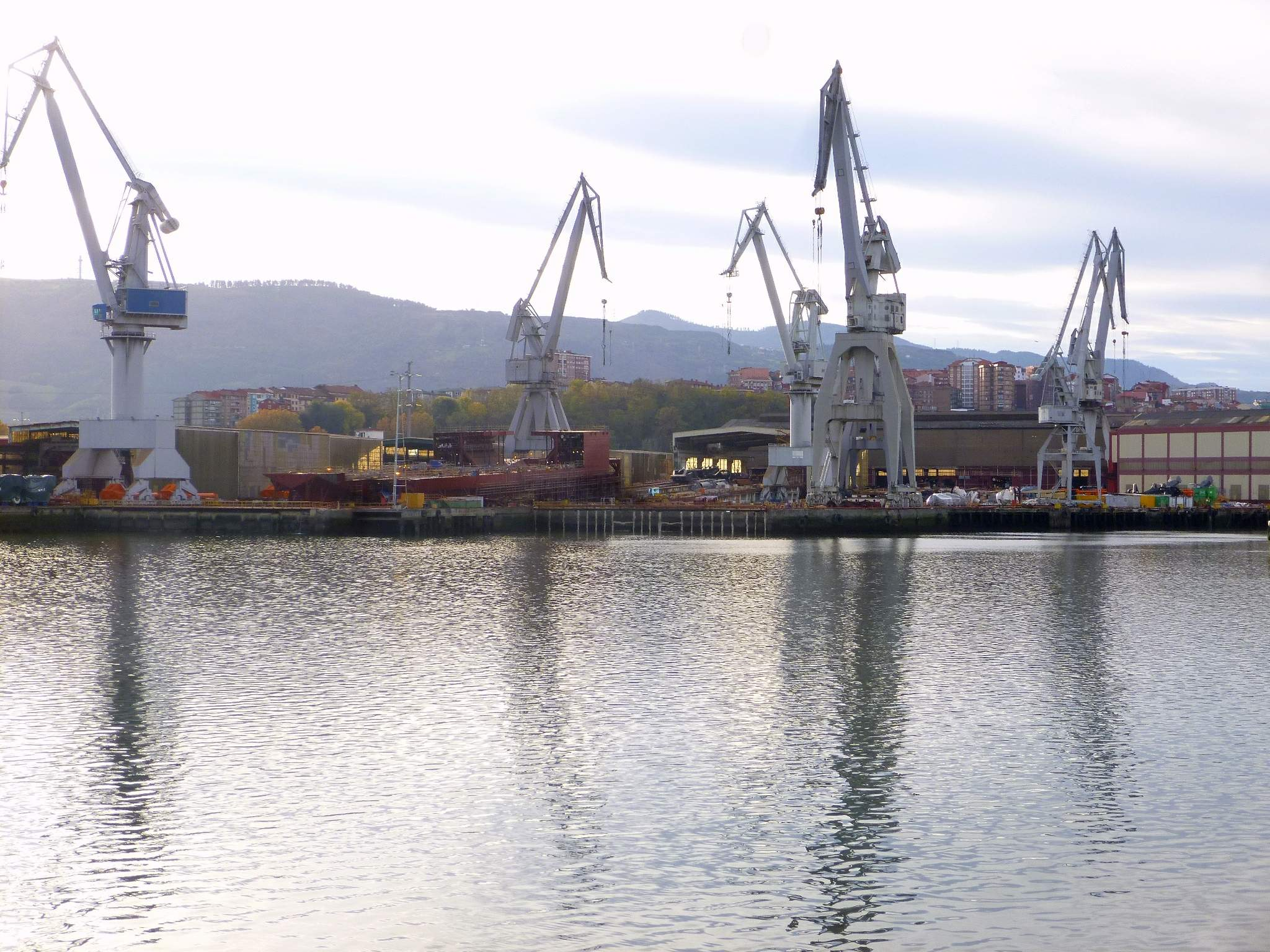
La Naval, año 2016.

El vapor fue el primero construido en los astilleros SECN de Sestao (La Naval), para la Compañía Trasatlántica Española. Si bien su quilla se construyó en 1916, los avatares de la I Guerra Mundial pospusieron su terminación hasta 1920, donde se botó bajo el nombre Alfonso XIII en presencia de los reyes de España. No obstante, el 27 del noviembre del mismo año sufrió un incendio mientras estaba amarrado en Sestao, al parecer un sabotaje relacionado con conflictos laborales; esto retrasó aún más las labores de acondicionamiento. Finalmente, fue entregado el 29 de agosto de 1923 a la Compañía Trasatlántica, y entró en servicio en las líneas de transporte de viajeros a Cuba, México y Nueva York.

## Compañía Trasatlántica
Cuando se proclamó la II República, la compañía fue apartada de los privilegios que mantenía con el anterior régimen. Entre otras cosas, se le obligó a cambiar los nombres de algunas de sus embarcaciones. Así, en abril de 1931, el Alfonso XIII pasó a ser denominado Habana.

## Guerra Civil Española
En el golpe de Estado del 18 de julio de 1936 , el Habana se encontraba atracado en el puerto de Santurce, preparándose para viajar a América. Las noticias produjeron la suspensión del viaje. Durante los próximos meses, fue requisado para dar cobijo a los refugiados provenientes del frente de Guipúzcoa. En 1937 fue utilizado como hospital, y finalmente para la evacuación masiva de varios miles de niños. El representante en la nave del Gobierno Vasco fue Rodolfo Benito.
El vapor Habana realizó seis viajes de evacuación desde Santurce:
1. 6 del mayo, destino La Pallice (La Rochelle, Francia). 2273 niños, 72 maestras, ayudantes y enfermeras.[7]
2. 16 del mayo, destino Pauillac (Francia), con 3869 viajeros (de ellos 2185 niños).[8]
3. 21 del mayo, destino Southampton (Reino Unido). 3840 niños entre 7 y 17 años, 96 maestras, 120 auxiliares, 2 médicos (Jesús Iraragorri y Severino Atxukarro), enfermeras y 16 sacerdotes.[9][10][4] La acogida de los refugiados produjo una gran polémica en la sociedad inglesa.[11][12]
4. 1 del junio, destino La Pallice. 3728 viajeros, entre ellos 2318 niños.[8]
5. 6 del junio, destino La Pallice. 4251 viajeros, entre ellos 2337 niños.[8]
6. 13 del junio, destino Pauillac. 4500 niños, de entre los cuales 1610 pasaron a la nave Sontay con destino a Leningrado (Unión Soviética) y posteriormente Odesa, Moscú y Crimea.[13]

Durante este período, el capitán del Habana fue Ricardo Fernández Orsi, nacido en Extremadura.
Después, hasta finalizar la guerra, el vapor Habana permaneció amarrado en Burdeos, donde sirvió como buque-hospital.

## Posguerra
Tras acabar la guerra de España, fue reclamado por el gobierno de Franco junto con otros 67 barcos españoles amarrados en Francia. Así, el Habana regresó a manos de la Compañía Trasatlántica el 27 de junio de 1939. El 14 de septiembre sufrió un nuevo incendio, provocado al parecer, y sufrió grandes daños. Al repararlo, se decidió transformarlo como carguero, y fue botado de nuevo en 1942, como el mayor buque de carga de España, (14 148 m³).
Tras la II la Guerra Mundial se volvió a transformar, preparándolo como buque mixto de carga y pasajeros. En 1948 su capitán era León Aldamiz Etxebarria.

## Navío pesquero en Galicia
En 1961 fue adquirido por la empresa Pescanova, quien en los astilleros ASTANO de Ferrol lo transformó como buque factoría-congelador. Se rebautizó como Galicia, y el 7 de septiembre de 1964 partió hacia Sudáfrica acompañado por 10 arrastreros.
Permanecíó en servicio hasta 1975, cuando volvió a Galicia para ser finalmente desguazado en Vigo en febrero de 1978.